# Liste der Gemeindeverbände im Département Côte-d’Or
Das Département Côte-d’Or liegt in der Region Bourgogne-Franche-Comté in Frankreich. Es untergliedert sich in 19 Gemeindeverbände.
Siehe auch: Liste der Gemeinden im Département Côte-d’Or

## Gemeindeverbände

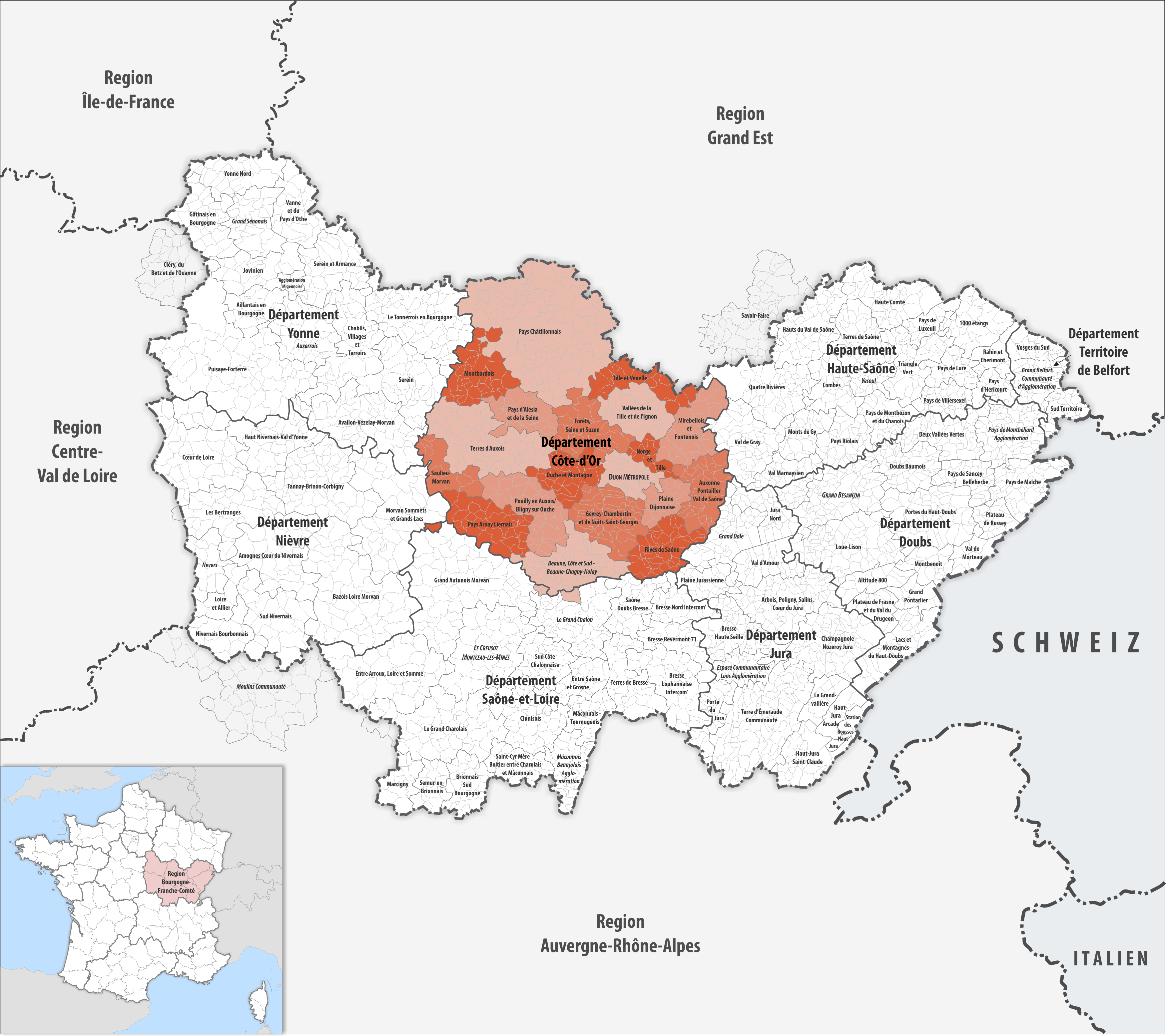
Gemeindeverbände im Département Côte-d’Or

| Gemeindeverband                          | Gemeinden im Départ./Verband | Einwohner 1. Januar 2022 | Fläche km² | Dichte Einw./km² | SIREN- Nummer | Rechtsform                 | Gründungsdatum    |
| ---------------------------------------- | ---------------------------- | ------------------------ | ---------- | ---------------- | ------------- | -------------------------- | ----------------- |
| Auxonne Pontailler Val de Saône          | 35/35                        | 23.448                   | 384,71     | 61               | 200 070 902   | Communauté de communes     | 9. Dezember 2016  |
| Beaune Côte et Sud                       | 48/53                        | 50.592                   | 558,50     | 91               | 200 006 682   | Communauté d’agglomération | 20. Dezember 2016 |
| Dijon Métropole                          | 23/23                        | 258.630                  | 239,96     | 1.078            | 242 100 410   | Métropole                  | 24. Dezember 1999 |
| Forêts, Seine et Suzon                   | 25/25                        | 7.054                    | 422,80     | 17               | 200 039 063   | Communauté de communes     | 1. Januar 2014    |
| Gevrey-Chambertin et Nuits-Saint-Georges | 55/55                        | 29.589                   | 492,93     | 60               | 200 070 894   | Communauté de communes     | 12. Dezember 2016 |
| Mirebellois et Fontenois                 | 32/32                        | 12.549                   | 424,15     | 30               | 200 072 825   | Communauté de communes     | 21. Dezember 2016 |
| Montbardois                              | 33/33                        | 10.144                   | 430,50     | 24               | 242 101 491   | Communauté de communes     | 17. Dezember 2004 |
| Norge et Tille                           | 14/14                        | 16.671                   | 125,22     | 133              | 200 069 540   | Communauté de communes     | 25. November 2016 |
| Ouche et Montagne                        | 32/32                        | 11.273                   | 319,64     | 35               | 200 039 055   | Communauté de communes     | 1. Januar 2014    |
| Pays d’Alésia et de la Seine             | 24/24                        | 7.352                    | 315,92     | 23               | 242 101 459   | Communauté de communes     | 1. Januar 2004    |
| Pays Arnay Liernais                      | 34/34                        | 7.000                    | 473,23     | 15               | 200 071 173   | Communauté de communes     | 15. Dezember 2016 |
| Pays Châtillonnais                       | 107/107                      | 19.533                   | 1.813,85   | 11               | 242 101 434   | Communauté de communes     | 31. Dezember 2003 |
| Plaine Dijonnaise                        | 22/22                        | 22.152                   | 204,39     | 108              | 200 000 925   | Communauté de communes     | 21. Dezember 2005 |
| Pouilly-en-Auxois Bligny-sur-Ouche       | 47/47                        | 8.777                    | 496,79     | 18               | 200 071 207   | Communauté de communes     | 15. Dezember 2016 |
| Rives de Saône                           | 38/38                        | 20.587                   | 379,11     | 54               | 242 101 509   | Communauté de communes     | 23. Dezember 2004 |
| Saulieu-Morvan                           | 12/12                        | 5.227                    | 265,42     | 20               | 242 101 442   | Communauté de communes     | 1. Januar 2004    |
| Terres d’Auxois                          | 76/76                        | 15.602                   | 770,22     | 20               | 200 071 017   | Communauté de communes     | 9. Dezember 2016  |
| Tille et Venelle                         | 18/18                        | 4.933                    | 312,70     | 16               | 200 070 910   | Communauté de communes     | 12. Dezember 2016 |
| Vallées de la Tille et de l’Ignon        | 23/23                        | 13.659                   | 374,64     | 36               | 242 100 154   | Communauté de communes     | 24. Dezember 2001 |